# Bernie Kopell
Bernie Kopell, nacido como  Bernard Morton Kopell (Brooklyn, Nueva York, 21 de junio de 1933) es un actor estadounidense.
Interpretó personajes populares en éxitos de televisión, como Conrad Sigfried en Superagente 86, Jerry Bauman en That Girl y quizá su personaje más popular, el Dr. Adam Bricker, en The Love Boat de 1977 a 1986.